# Pieter Dominicus Maria Beckers

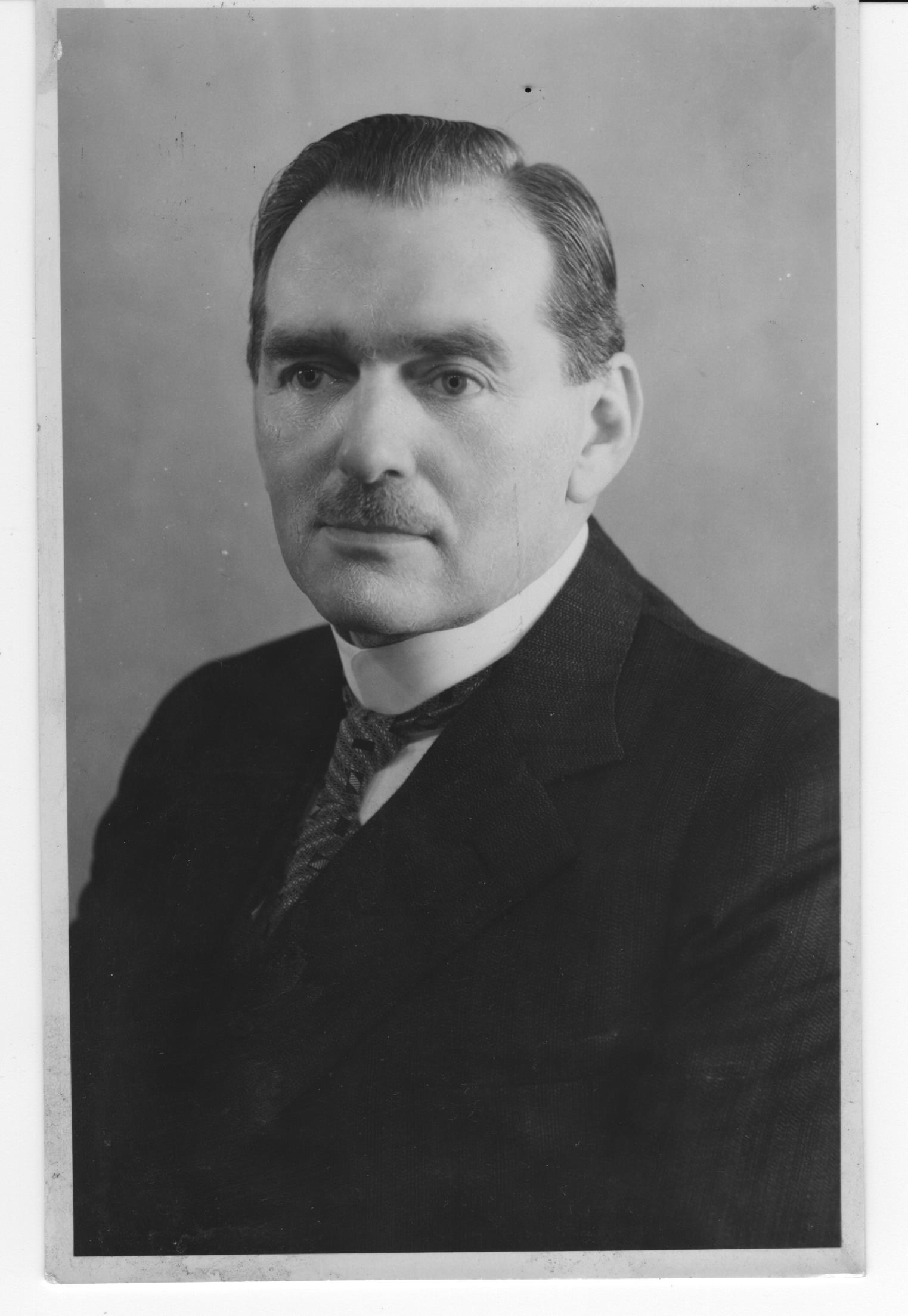
P.D.M. Beckers portret

Pieter Dominicus Maria Beckers (Ubach over Worms, 12 september 1873 – Ubach over Worms, 29 april 1946) was van 12 oktober 1910 tot 1 januari 1939 burgemeester van Ubach over Worms. Beckers was ook statenlid van de provincie Limburg en grondbezitter.
Dominique Beckers stamt uit een familie van burgemeesters. Vader Joannes Mathijs (1840-1883) was grondbezitter en burgemeester van Schinveld. Moeder Barbara Josepha Wilhelmina Pelzer was een dochter van Petrus Dominicus Pelzer, burgemeester van Ubach over Worms. Broer Gabriël (1874 – 1944) was van 1911 tot 1940 burgemeester van Bingelrade. Diens zoon, Jan Beckers, werd burgemeester van Mheer en Sint Geertruid. En er waren meer burgemeesters in de familie. Dominique Beckers trouwde met Lucie Elisabeth Eussen, dochter van Joannes Augustinus Eussen, burgemeester van Spaubeek. Beckers kreeg als burgemeester te maken met de gevolgen van de opkomende mijnindustrie. De gemeente Ubach over Worms groeide van nauwelijks 2000 zielen rond 1910 naar bijna 7.000 in 1930. Voor de nieuwkomers, mijnwerkers en hun gezinnen,  werd Lauradorp gebouwd. Een en ander gebeurde in eendrachtige samenwerking met de N.V. Laura en Vereeniging te  Eygelshoven.
In 1935 was Beckers al 35 jaar lang, zonder onderbreking, lid van Provinciale Staten van Limburg. Bij de verkiezingen stond Beckers steevast op Lijst 8 van J.H. (Jos) Maenen. Met dit lidmaatschap trad Beckers in de voetsporen van grootvader burgemeester P.D. Pelzer. Bij gelegenheid van zijn 25-jarig lidmaatschap werd hij benoemd tot Ridder in de Orde van Oranje-Nassau.
Landgraaf heeft een straat naar hem genoemd: de Burgemeester Beckersstraat.